# 寿司検定
寿司検定（すしけんてい）は、寿司検定実行委員会及び全日本寿司連盟協会（JSFA）が実施している民間資格の検定試験である。株式会社寿司ウォーカーが後援している。寿司への理解を深め、寿司や日本文化を広めることを目的として実施されている。

## 概要
米飯などと主に魚介類を組み合わせた和食である寿司（すし、鮨・鮓）の知識を問う寿司検定である。検定試験では、握り寿司とよばれる江戸前寿司だけでなく、郷土寿司なども含む寿司全般について出題される。
出題内容は寿司の歴史・文化からはじまり、寿司の種類や特徴、寿司の見分け方、寿司を食べる時のポイントやマナー、寿司のつくりかた、寿司に関する健康情報や衛生に関することなどについて出題される。
試験は誰でも受験することができ、全100問で等級ごとに合格に必要な点数は異なる。
合格者には「寿司スペシャリスト（３級）」「寿司エキスパート（２級）」「寿司ソムリエ（１級）」の称号と認定証が送られる。

## 実施日と場所
試験日は、1級および2級は6月の年１回、3級はこれに加えて3月と6月の年２回実施される。
試験時間は60分であり、試験会場はインターネット上で行われるオンライン検定の他、東京で開催される。

## 受験級
受験級は、1級、2級、3級の3段階でレベル分けされている。
合格すると1級は寿司ソムリエ、2級は寿司エキスパート、3級は寿司スペシャリストという称号が与えられる。
寿司好きを極めることを目的としている3級や2級の対象は主に趣味レベルであるが、1級は専門的な内容になり寿司屋など寿司に関わる専門職の人を含む試験内容となる。
1級受験にあたっては既に2級への合格していることが条件となる。また、2級と3級は併願できるが、3級が不合格の場合は2級も不合格となる。
- 3級（寿司スペシャリスト）寿司全般についてよく知り、寿司の魅力を理解してるだけでなく、寿司の世界をより楽しむことができる人のことである。寿司の種類、歴史、文化、見分け方、衛生や健康、マナー、おいしく食べるポイントなどについて確かな知識を持っており、周囲の人にかんたんな寿司をつくってふるまうことができる。
- 2級（寿司エキスパート）寿司に関する豊かな知識を持つだけでなく、その知識を活かし、他の人に寿司に関する情報や簡単な寿司の作り方について伝えることができる人のことである。寿司の歴史、文化、作り方などについて深く理解しているだけでなく、寿司文化の普及を促進する一翼を担っている。
- 1級（寿司ソムリエ）寿司に関する高度な知識や専門的なスキルを有するプロフェッショナルで、寿司の専門家のことである。寿司に関する幅広く深い知識を持つだけでなく、食材の品質や選別など、寿司づくりについてより専門的な知識を持ち、顧客へ最良の寿司体験を提供することができる。